# 김대은 (배드민턴 선수)
김대은(1990년 10월 1일~)은 대한민국의 배드민턴 선수로, 
요넥스 배드민턴 선수단 소속으로 활동하고 있다.